# ألين هالفرسون
ألين هالفرسون (بالإنجليزية: Eliot Jon Halverson)‏ هو متزلج فني كولومبي، ولد في 8 نوفمبر 1990 في بوغوتا في كولومبيا.

## وصلات خارجية
- ألين هالفرسون على موقع الاتحاد الدولي للتزلج (الإنجليزية)